# Iván Castillo
Iván Sabino Castillo Salinas (Coripata, Bolivia; 11 de julio de 1970) es un exfutbolista boliviano que jugaba de defensa. Jugó en equipos bolivianos como Bolívar, The Strongest y La Paz Fútbol Club, además de Gimnasia y Esgrima (Jujuy) de Argentina.

## Selección nacional
Desde 1993 hasta 2000, participó en 36 partidos internacionales defendiendo a la selección de Bolivia, incluyendo participaciones en la Copa América 1997 en donde Bolivia terminó como subcampeón, y en la Copa Confederaciones 1999. Representó a su país en 12 partidos de las Clasificatorias para la Copa Mundial.

## Clubes
| Club                       | País      | Año       |
| -------------------------- | --------- | --------- |
| Bolívar                    | Bolivia   | 1990-1996 |
| Gimnasia y Esgrima (Jujuy) | Argentina | 1997-1999 |
| Bolívar                    | Bolivia   | 1999-2002 |
| The Strongest              | Bolivia   | 2003-2004 |
| La Paz F. C.               | Bolivia   | 2005-2006 |
| Bolívar                    | Bolivia   | 2007      |

## Vida personal
Es el hermano menor del mediocampista boliviano Ramiro Castillo, quien se suicidó en 1997.